# 岐阜県立土岐北高等学校
岐阜県立土岐北高等学校（ぎふけんりつとききたこうとうがっこう）とは、かつて岐阜県土岐市にあった公立の高等学校。

## 概要
- 2004年廃校。校地、校舎は新設の定時制高校の岐阜県立東濃フロンティア高等学校に転用された。

## 沿革
- 1973年（昭和48年） -
  - 東濃西部の三市一町（多治見市・土岐市・瑞浪市・土岐郡笠原町）の中学校関係者により、東濃西部地区高校問題協議会が設置される。
  - 地元県議および三市一町の市町長、議会、教育委員会により、東濃西部高校新設促進協議会が設置される。
- 1976年（昭和51年）8月11日 - 新設の県立高等学校の建設地が土岐市泉地区に決まる。
- 1978年（昭和53年）
  - 10月13日 - 開校準備室を岐阜県立土岐商業高等学校に設置。
  - 11月8日 - 校名が岐阜県立土岐北高等学校に決まる。
- 1979年（昭和54年）
  - 3月29日 - 校舎が完成。
  - 4月1日 - 開校。
  - 4月9日 - 開校式を行う。
- 1980年（昭和55年）
  - 3月27日 - 特別教室が完成。
  - 8月13日 - 体育館が完成。
- 1981年（昭和56年）3月23日 - 校舎を増築する。
- 1982年（昭和57年）3月9日 - 校舎を増築する。
- 1983年（昭和58年）1月11日 - 格技場が完成。
- 1988年（昭和63年）4月1日 - 普通科内に国際コースを設置。
- 2004年（平成16年）3月 - 廃校。